# Gordon, Pennsylvania
Gordon är en ort i Schuylkill County i delstaten Pennsylvania, USA.